# IC 3862
IC 3862 је спирална галаксија у сазвјежђу Ловачки пси која се налази на листи објеката дубоког неба у Индекс каталогу.
Деклинација објекта је + 36° 5' 12" а ректасцензија 12h 53m 53,2s. Привидна величина (магнитуда) објекта IC 3862 износи 14,5 а фотографска магнитуда 15,1. IC 3862 је још познат и под ознакама UGC 8023, MCG 6-28-39, VV 266, ARP 265, KUG 1251+363, PGC 43844.